# Ernesto Valverde
Ernesto Valverde Tejedor (phát âm tiếng Tây Ban Nha: [erˈnesto βalˈβerðe]sinh ngày 9 tháng 2 năm 1964) là một cựu thủ bóng đá chơi ở vị trí tiền đạo, và hiện đang là là huấn luyện viên của Athletic Bilbao.
Trong suốt mười mùa, ông có được tổng số của 264 trận và 68 bàn thắng, thêm 55/9 trong Segunda División. Ông chơi cho sáu đội trong 14 năm sự nghiệp, bao gồm RCD Espanyol, Barcelona và Athletic Bilbao.
Năm 2009, ông đến Việt Nam cùng Olympiakos F.C., đội bóng mà ông đẫn dắt lúc đó để đá giao hữu cùng đội tuyển Việt Nam. Đó là trận đấu mà đội tuyển Việt Nam đã thắng với tỉ số 1-0.

## Sự nghiệp
Năm 2019 là một năm khá thành công của ông ở câu lạc bộ Barcelona. Ông tạo điều kiện để Messi ở năm đó được mọi người gọi là thánh. Năm ấy ông đã cùng Barcelona vào đến trận bán kết nhưng bị Liverpool lội ngược dòng ngay tại sân Anfield. Ông dành được mọi cúp nội địa cùng với Barcelona như siêu cúp Tây Ban Nha, vượt mặt Real Madrid để giành lấy cúp La Liga và Cúp Nhà vua Tây Ban Nha.

## Danh hiệu

### Cầu thủ
Espanyol
- UEFA Cup á quân: 1987–88[1]

Barcelona
- Copa del Rey: 1989–90[2]
- European Cup Winners' Cup: 1988–89[3]

### Huấn luyện viên
Espanyol
- UEFA Cup á quân: 2006–07[4]

Olympiacos
- Super League Greece: 2008–09, 2010–11, 2011–12[5]
- Greek Football Cup: 2008–09, 2011–12[6]

Athletic Bilbao
- Copa del Rey: 2023–24,[7] á quân: 2014–15[8]
- Supercopa de España: 2015[9]

Barcelona
- La Liga: 2017–18, 2018–19[10]
- Copa del Rey: 2017–18[11]
- Supercopa de España: 2018[12]